# Пушкино (городской округ Домодедово)
Пушкино — деревня в городском округе Домодедово Московской области.

## География
Находится в южной части Московской области на расстоянии приблизительно 9 км на юг-юго-восток по прямой от железнодорожной станции Домодедово.

## История
Известна с 1629 года как деревня помещиков Спасителевых с 4 дворами.

## Население
Постоянное население составляло 9 человек в 2002 году (русские 100 %), 7 в 2010.